# 两江镇 (南宁市)
两江镇，是中华人民共和国广西壮族自治区南宁市武鸣区下辖的一个乡镇级行政单位。

## 行政区划
两江镇下辖以下地区：
两江社区、培群村、云川村、合耸村、龙英村、英俊村、三联村、四联村、岭合村、聚群村、群英村、福江村、明山村、公泉村和汉安村。